# Arquimedes Caminero
Pour les articles homonymes, voir Caminero.
Arquimedes Euclides Caminero (né le 16 juin 1987 à Saint-Domingue, République dominicaine) est un lanceur de relève droitier qui a joué dans la Ligue majeure de baseball de 2013 à 2016 pour les Marlins de Miami, les Pirates de Pittsburgh et les Mariners de Seattle.

## Carrière
Arquimedes Caminero signe son premier contrat professionnel avec la franchise des Marlins de Miami en 2005. Dans les ligues mineures, sa balle rapide atteint régulièrement les 160 km/h et il enregistre en moyenne 10,9 retraits sur des prises par 9 manches lancées entre les saisons 2006 et 2013.
Il fait ses débuts dans le baseball majeur avec les Marlins le 16 août 2013 face aux Giants de San Francisco. Il récolte 12 retraits sur des prises en 13 manches de travail à son premier passage chez les Marlins en 2013, et n'accorde que 4 points pour une moyenne de points mérités de 2,77. Il accorde 8 points en seulement 6 manches et deux tiers lancées en 6 parties des Marlins en 2014.
Les Pirates de Pittsburgh font son acquisition des Marlins le 4 février 2015.